# Cadre-45/2-Europameisterschaft 1933

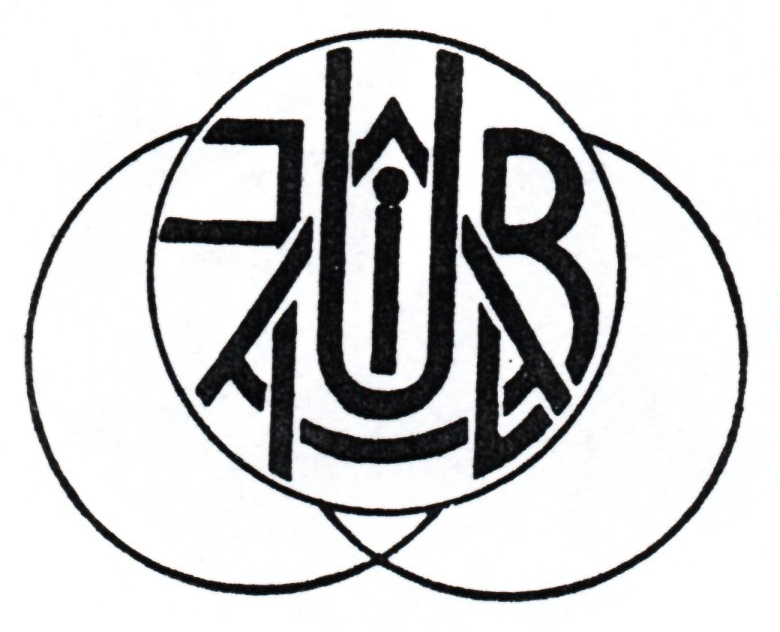
Logo UIFAB (ausrichtender Verband)

Veranstaltungsort: Den Haag

Die Cadre-45/2-Europameisterschaft 1933 war das 9. Turnier in dieser Disziplin des Karambolagebillards und fand vom 16. bis zum 20. Februar 1933 in Den Haag statt. Es war die achte Cadre-45/2-Europameisterschaft in den Niederlanden.

## Geschichte
Der Ägypter Edmond Soussa verteidigte seinen Titel aus dem Vorjahr erfolgreich. Er benötigte aber zum Sieg eine Stichpartie, die auf europäischer Ebene im Cadre 45/2 erstmals gespielt wurde. Nach Abschluss der Turnierrunde hatten Soussa und der Belgier Théo Moons jeweils 12:2 Matchpunkte. Nach der neuen Regel musste eine Stichpartie die Entscheidung bringen. Hier setzte sich Soussa mit 400:179 durch. Soussa verbesserte in diesem Turnier den Europarekord in der Höchstserie (HS) auf 270. Dritter wurde mit dem besten GD der Belgier René Gabriëls. Der 20-jährige Berliner Walter Joachim fand erst in seiner letzten Partie seine Form und gewann gegen den Niederländer Cornelius van Vliet mit 400:243 mit einer Schlussserie von 152 Punkten und wurde nur Achter.

## Turniermodus
Hier wurde im Round Robin System bis 400 Punkte gespielt. Bei MP-Gleichstand (außer bei Punktgleichstand beim Sieger) wird in folgender Reihenfolge gewertet:
1. MP = Matchpunkte
2. GD = Generaldurchschnitt
3. HS = Höchstserie

## Abschlusstabelle

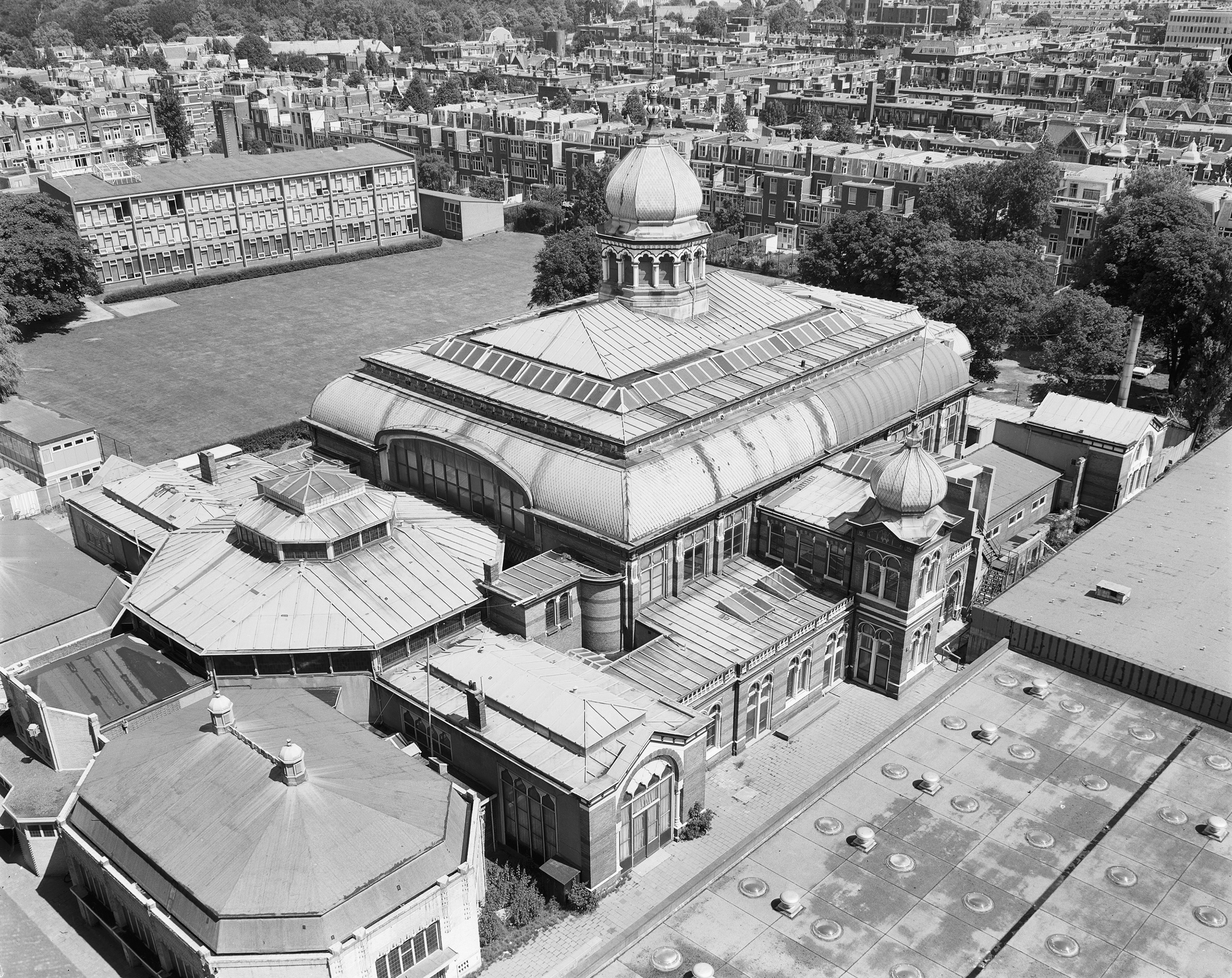
Dierentuin in Den Haag (1863–1943)

| MP    | Match Points (Sieger = 2; Unentschieden = 1; Verlierer = 0) |
| Pkte. | Erzielte Karambolagen                                       |
| Aufn. | Benötigte Versuche                                          |
| GD    | Generaldurchschnitt                                         |
| BED   | Bester Einzeldurchschnitt eines Spielers                    |
| HS    | Höchstserie                                                 |
|       | Bester GD des Turniers                                      |
|       | Bester ED des Turniers                                      |
|       | Beste HS des Turniers                                       |
|       | 1. Platz (Gold)                                             |
|       | 2. Platz (Silber)                                           |
|       | 3. Platz (Bronze)                                           |

| Platz                                         | Name                | MP   | Pkte. | Aufn. | GD    | BED   | HS  |
| --------------------------------------------- | ------------------- | ---- | ----- | ----- | ----- | ----- | --- |
| 1                                             | Edmond Soussa       | 12:2 | 2779  | 102   | 27,24 | 66,66 | 270 |
| 2                                             | Théo Moons          | 12:2 | 2679  | 142   | 18,86 | 40,00 | 130 |
| 3                                             | René Gabriëls       | 10:4 | 2767  | 87    | 31,80 | 57,14 | 238 |
| 4                                             | Jacques Davin       | 8:6  | 2133  | 125   | 17,06 | 26,66 | 104 |
| 5                                             | Jan Dommering       | 6:8  | 2121  | 130   | 16,31 | 33,33 | 129 |
| 6                                             | Cornelius van Vliet | 4:10 | 2353  | 132   | 17,82 | 33,33 | 111 |
| 7                                             | Jan Sweering        | 2:12 | 1471  | 109   | 13,49 | 16,66 | 101 |
| 8                                             | Walter Joachim      | 2:12 | 2156  | 162   | 13,30 | 33,33 | 152 |
| Turnierdurchschnitt: 18,66 (ohne Stichpartie) |                     |      |       |       |       |       |     |
| Stichpartie                                   |                     |      |       |       |       |       |     |
| -                                             | Edmond Soussa       | 2:0  | 400   | 13    | 30,76 | 30,76 | 92  |
| -                                             | Théo Moons          | 0:2  | 179   | 13    | 13,76 | –     | 91  |
| nach Stichpartie                              |                     |      |       |       |       |       |     |
| 1                                             | Edmond Soussa       | 14:2 | 3179  | 115   | 27,64 | 66,66 | 270 |
| 2                                             | Théo Moons          | 12:4 | 2858  | 155   | 18,43 | 40,00 | 130 |
| Turnierdurchschnitt: 18,75 (mit Stichpartie)  |                     |      |       |       |       |       |     |